# 昂热高等农业学校
昂熱高等農業學校  是2020年9月1日，獲得授予工程學位的204所法國工程學院之一。 
.

## 歷史
創建這所學校的目的是阻止農村人口流向現有的大型大學中心，同時為農村地區的年輕人提供高水平的培訓。這所學校是在1875年，法律規定設立私立高等院校的程序後，大約20年成立的。
耶穌會與Ernest Vétillart神父一起積極參與其中，他向法國農民教育委員會提交了一個在西部天主教大學組織高等農業教育的項目。在專業工會的支持下，“農業和葡萄栽培高等學校”於1899年開學，當時有6名學生。這些研究計劃為期四年，包括兩年的科學培訓和兩年的農藝教育。
1950年代初期，ESA頒發的畢業文憑就被認為等同於農業工程文憑。於1964年6月通過國家法令正式承認。
ESA現在擁有200多名員工，其中包括110名教師和教師兼研究員。 經由法國工程師職稱委員會(Commission des Titres d'Ingénieur, CTI)授權授予農業工程師職稱，並帶有Eur-Ace標籤。它歡迎2800多名學生，從法國高級技師證書到博士學位。
(待由法語維基頁面，補充更豐富內容)

## 規模[7]
2,800名學生、學徒和實習生
4,500名校友
全球150所合作大學
5個研究單位
法國和國外的1,500家合作夥伴公司
超過200名固定員工
3個教研椅
4.5公頃校園

## 培訓
學校提供各種培訓課程：農業工程師、BTS (法國高級技師)、學士、專業學位、碩士、EED（歐洲工程師學位）和農業幹部培訓。

## BTS (法國高級技師 - 證書)
以下是學校提供的 BTS 列表：
BTS 農學和植物生產 (APV)
BTS 景觀（AP）
BTS 農業企業的分析、管理和戰略 (ACSE)
BTS 園藝生產 (PH)
BTS 動物製作 (PA)
BTS 技術商業 (TC)

## License (許可證)
以下是學校提供的許可證列表：
學士學位農學（植物生產）
專業園林綠化許可證
MAC 專業執照：商業活動管理
MEA 許可證：農業公司的管理
專業 MVT 許可證：風土葡萄酒的營銷和國際貿易
License pro PA：動物生產 - 畜牧業諮詢專業
License pro 本地產品和短路：農產品的增值和轉型

## Agricadre (農業幹部)
該培訓在獲得 bac +2 後可獲得，培訓農業和農產品的商業和管理經理。

## Master (碩士學位)
ESA 提供 3 個碩士學位：
Master Food Identity (DNM)
Master international Vintage (DNM)
MSC Man-Imal 

## Recherche (研究單位)
ESA 具有5個研究單位：
豆類、植物生態生理學、農業生態學 (LEVA)
畜牧系統研究組 (URSE)
生物多樣性、農業生態學和景觀規劃 (BAGAP)
農產品和加工食品研究小組 (GRAPPE)
社會科學研究實驗室（LARESS）

## Personnalités liées (相關人物)
Louis Armand Joseph de Maillé de La Tour-Landry (1830-1907), 4th Duke of Plaisance, 前任校長。
Alfred Foreau (1884-1956)，耶穌會士，學校第二任校長和 JAC 的聯合創始人。
François-Henri de Virieu, marquis de Virieu, (1931-1997)，法國記者，ESA 前學生。